# Seznam zápasů české a italské hokejové reprezentace
Toto je seznam zápasů české a italské hokejové reprezentace na ZOH a MS.

## Lední hokej na olympijských hrách
| Datum     | Číslo | Česko | Výsledek | Zápas | ZOH  | Místo | Branky České republiky           |
| --------- | ----- | ----- | -------- | ----- | ---- | ----- | -------------------------------- |
| 19.2.2006 | 1     | Česko | 4:1      | ZS    | 2006 | Turín | 3x Václav Prospal • Milan Hejduk |

## Mistrovství světa v ledním hokeji
| Datum     | Číslo | Česko | Výsledek | Zápas       | MS   | Místo      | Branky České republiky |
| --------- | ----- | ----- | -------- | ----------- | ---- | ---------- | --- |
| 28.4.1993 | 1     | Česko | 8:1      | čtvrtfinále | 1993 | Mnichov    | 2x Martin Hosták • 2x Petr Hrbek • Kamil Kašťák • Drahomír Kadlec • Petr Rosol • Otakar Janecký                                            |
| 28.4.1996 | 2     | Česko | 9:5      | ZS          | 1996 | Vídeň      | 2x Robert Reichel • Roman Meluzín • Robert Lang • Robert Kysela • Jiří Kučera • Radek Bělohlav • Radek Bonk • David Výborný                |
| 5.5.2000  | 3     | Česko | 9:2      | OS          | 2000 | Petrohrad  | 2x František Kučera • Václav Prospal • Petr Buzek • Ladislav Benýšek • Tomáš Vlasák • Martin Havlát • Petr Čajánek • Martin Špaňhel        |
| 6.5.2001  | 4     | Česko | 11:0     | OS          | 2001 | Hannover   | 2x Martin Procházka • 2x Radek Dvořák • 2x Viktor Ujčík • David Výborný • Robert Reichel • František Kaberle • Tomáš Vlasák • Petr Čajánek |
| 7.5.2008  | 5     | Česko | 7:2      | ZS          | 2008 | Quebec     | 2x Radim Vrbata • Martin Erat • Marek Židlický • Patrik Eliáš • Filip Kuba • Jaroslav Hlinka                                               |
| 11.5.2012 | 6     | Česko | 6:0      | ZS          | 2012 | Stockholm  | 2x Petr Čáslava • Petr Nedvěd • Jiří Novotný • Aleš Hemský • Martin Erat                                                                   |
| 14.5.2014 | 7     | Česko | 2:0      | ZS          | 2014 | Minsk      | Jiří Sekáč • Jaromír Jágr |
| 17.5.2019 | 8     | Česko | 8:0      | ZS          | 2019 | Bratislava | 2x Dmitrij Jaškin • 2x Michael Frolík • Milan Gulaš • Jan Kovář • Dominik Simon • Radko Gudas                                              |
| Zdroj     |       |       |          |             |      |            | |